# Charlie Chan à Honolulu

Charlie Chan à Honolulu (Charlie Chan in Honolulu) est un film américain réalisé par H. Bruce Humberstone en 1939, mettant en vedette Sidney Toler dans le rôle du détective fictif américano-chinois Charlie Chan. Le film est la première apparition de Toler en tant que Chan et de Victor Sen Yung en tant que "fils numéro deux" Jimmy.

## Synopsis
Le film commence avec l'inspecteur Chan qui se précipite à l'hôpital pour retrouver sa fille alors qu'elle se prépare à donner naissance à son premier petit-fils. Pendant que Charlie Chan attend à l'hôpital, son fils "numéro deux", Jimmy, intercepte un message destiné à Charlie au sujet d'un meurtre commis à bord du cargo Susan B. Jennings.
Le cargo est en route de Shanghai à Honolulu sous la direction du capitaine Johnson (Robert Barrat). Jimmy veut prouver ses compétences en matière d'enquête à son père et embarque donc dans le Jennings se faisant passer pour Charlie Chan, accompagné de son frère cadet Tommy (Layne Tom Jr.). La ruse ne dure pas longtemps et bientôt le vrai Chan arrive à bord, interrogeant un assortiment hétéroclite d'escrocs, d'héritières et d'équipages alors qu'il travaille à la résolution d'un crime dont le seul témoin est la secrétaire Judy Haynes (Phyllis Brooks).

## Fiche technique
- Affiche : Boris Grinsson (France)

## Distribution
- Sidney Toler : Charlie Chan
- Sen Yung : Jimmy Chan
- Phyllis Brooks : Judy Hayes
- Eddie Collins : Al Hogan
- John 'Dusty' King : Randolph
- Claire Dodd : Mme Carol Wayne
- George Zucco : Dr. Cardigan
- Robert Barrat : capitaine Johnson
- Marc Lawrence : Johnny McCoy
- Richard Lane : Joe Arnold
- Layne Tom Jr. : Tommy Chan
- Philip Ahn : Wing Foo
- Paul Harvey : inspecteur Rawlins
- Arthur Loft : M. Peabody